# Amischa angusta
Amischa angusta är en skalbaggsart som först beskrevs av Thomas Casey 1893.  Amischa angusta ingår i släktet Amischa och familjen kortvingar. Inga underarter finns listade i Catalogue of Life.